# Claudio Rivero
Claudio Domingo Rivero (Montevideo, Uruguay, 14 de abril de 1985) es un exfutbolista uruguayo. Jugaba de mediocampista central.

## Trayectoria
Comenzó su carrera en las juveniles de huracán buceo paso a CA fenix hasta llegar a su debut en primera en CA Fénix, sin embargo descendió en el Campeonato Uruguayo de Primera División 2005-06. Al siguiente año salió campeón de la Segunda División y logró ascender.
Se fue a préstamos por 6 meses en el 2010 al Hapoel Ramat Gan. Luego vuelve al Fénix donde juega la Copa Sudamericana 2011, donde fue eliminado por Universidad de Chile.
Jugó por todo el 2012 por el recién ascendido Deportes Antofagasta. Compartió camerino con su compatriota Pablo Lavandeira. Luego estuvo entrenando Club Atlético Cerro pero no llegó a firmar debido a una propuesta de Panionios.

## Clubes
| Club                     | País     | Año         | PJ | Goles |
| ------------------------ | -------- | ----------- | -- | ----- |
| Fénix                    | Uruguay  | 2005 - 2010 | 29 | 0     |
| Hapoel Ramat Gan         | Israel   | 2010        | 9  | 0     |
| Fénix                    | Uruguay  | 2011        | 29 | 0     |
| Deportes Antofagasta     | Chile    | 2012        | 29 | 0     |
| Panionios                | Grecia   | 2013        | 2  | 0     |
| Fénix                    | Uruguay  | 2013        | 13 | 0     |
| Cienciano                | Perú     | 2014        | 26 | 1     |
| Sociedad Deportivo Quito | Ecuador  | 2015        | 17 | 1     |
| Deportivo Pasto          | Colombia | 2015        | 5  | 0     |
| Fénix                    | Uruguay  | 2016        | 10 | 0     |
| Defensor Sporting Club   | Uruguay  | 2016-2018   | 51 | 0     |

## Palmarés

### Distinciones individuales
| Distinción                                                                                         | Año  |
| -------------------------------------------------------------------------------------------------- | ---- |
| Incluido en el equipo ideal del Torneo Apertura de Perú según el portal periodístico DeChalaca.com | 2014 |